# Lophiotoma
Lophiotoma is een geslacht van weekdieren uit de klasse van de Gastropoda (slakken).

## Soorten
- Lophiotoma abbreviata (Reeve, 1843)
- Lophiotoma acuta (Perry, 1811)
- Lophiotoma albina (Lamarck, 1822)
- Lophiotoma bisaya Olivera, 2004
- Lophiotoma brevicaudata (Reeve, 1843)
- Lophiotoma capricornica Olivera, 2004
- Lophiotoma dickkilburni Olivera, 2004
- Lophiotoma friedrichbonhoefferi Olivera, 2004
- Lophiotoma indica (Röding, 1798)
- Lophiotoma leucotropis (A. Adams & Reeve, 1850)
- Lophiotoma madagascarensis Olivera, 2004
- Lophiotoma olangoensis Olivera, 2002
- Lophiotoma panglaoensis Olivera, 2004
- Lophiotoma polytropa (Helbling, 1779)
- Lophiotoma pseudoannulata Dell, 1990
- Lophiotoma pseudocosmoi Li B. Q. & Li X. Z., 2008
- Lophiotoma ruthveniana (Melvill, 1923)
- Lophiotoma tayabasensis Olivera, 2004
- Lophiotoma tigrina (Lamarck, 1822)
- Lophiotoma verticala Li B. Q. & Li X. Z., 2008
- Lophiotoma vezzaroi Cossignani, 2015